# شين شيونغ وو
شين شيونغ وو (بالصينية: 吳健雄) (31 مايو 1912 - 16 فبراير 1997)، عالِمة أمريكية من أصول صينية في مجال الفيزياء التجريبية، وقدمت مُساهمات كبيرة في البحث عن اضمحلال نشاط إشعاعي. وأحد العاملات في مشروع مانهاتن، وقد ساعدت على تطوير عملية فصل عنصر اليورانيوم إلى يورانيوم-235 ويورانيوم-238 بواسطة عملية الإنتشار الغازي. وهي تشتهر (بتجربة وو) التي أتت بنتائج تتناقض مع نظرية انحفاظ التكافؤ. حصل هذا الاكتشاف على جائزة نوبل في الفيزياء سنة 1957 لزملائها تسونج لي وتشين يانج. كما حصلت هي على جائزة وولف في الفيزياء سنة 1978.
ولخِبرتها الواسعة في الفيزياء التجريبية شُبهت بالعالِمة ماري كوري؛ حيث لُقبت بـ«مدام كوري الصينية» و«ملكة الأبحاث النووية».

## الحياة المبكره والتعليم
ولدت شين شيونغ وو في بلدة يوخه في تايتسانغ بمقاطعة جيانغسو، الصين، في شهر مايو عام 1912، وهي الطفلة الثانية لثلاثة أطفال من وو تشونغ يي (نسبه إلى وو تشونغ) وفان فو هوا. وكانت عاده العائلة انذاك أن يشتمل الاسم الأول من أطفال ذلك الجيل على حرف تشين، يليه أحرف هذه الجملة يينغ شيونغ وو والتي تعنى «الأبطال والشخصيات البارزة». وبناء على ذلك، لديها أخ أكبر، تشين يينغ، وشقيق أصغر، تشين هاو.وكانت وو على مقربه من أبيها، كما أنه كان يشجع اهتماتها بحماس بالغ مهيئا لها بيئه حيث كانت تحيط بها الكتب، والمجلات، والصحف. تلقت وو تعليمها الابتدائي بمدرسة مينغ، وهي مدرسة للبنات أقامها والدها. وغادرت وو مسقط رأسها عام 1923عن عمر يناهر إحدى عشر عاما وذلك لتذهب إلى مدرسة عادية للسيدات بمدينة سوجو بالصين. وكانت هذه المدرسة مدرسة داخلية بها فصول لتدريب المعلمين، وكذلك لطلاب المدارس الثانويه.و كان القبول في تدريب المعلمين شئ أكثر منافسة، كما أنه كان لا يتعارض مع مهنة التعليم أو مجلس الجامعة، كما يضمن ذلك الالتحاق بتدريب المعلمين وظيفة بعد التخرج. وعلى الرغم من أن عائلتها لديها القدرة لأن تكفل دفع مصاريفها، إلا أن وو قد اختارت الخيار الأكثر تنافسا، واحتلت المرتبة التاسعة بين حوالي 10,000 المتقدمين.
وفي عام 1929 تخرجت وو وتفوقت على دفعتها، والتحقت بالجامعة المركزية الوطنية في نانجينغ. وفقا للوائح الحكومية في ذلك الوقت، على طلاب الجامعات لتدريب المعلمين الذين يرغبون في الانتقال إلى الجامعات في حاجة أن يشغلوا منصب معلمي المدارس لمدة سنة واحدة.وبالنسبة لوو، وقد تم فرض ذلك اسميا فقط.ذهبت للتدريس في المدرسة الرسمية في الصين (زكية) في شنغهاي، وكان رئيسها في ذلك الوقت الفيلسوف شيه، وكانت ايضامن نفس طبقته.
وفي الفترة مابين عام 1930 إلى 1934، درست وو في الجامعة الوطنية المركزية (سميت لاحقا جامعة نانجينغ وأعيدت في تايوان)، درست أولا مادة الرياضيات، ثم انتقلت بعد ذلك إلى دراسة الفيزياء، وشاركت أيضا في السياسات الطلابية. وكانت العلاقات انذاك بين الصين واليابان، وكانت الطلاب تحث الحكومة على اتخاذ موقف أقوى مع اليابان. وانتخبت وو باعتبارها واحدا من القيادات الطلابية من قبل زملائها وذلك لأنهم شعروا لكونها واحدة من أوائل الطلبة في الجامعة، سوف يغفر مشاركتها، أو على الأقل التغاضي، من قبل السلطات. وما دام الأمر كذلك، كانت حريصة على أن لا تهمل دراستها. وقادت الاحتجاجات التي شملت اعتصام أمام القصر الرئاسي في مدينة نانجينغ، حيث التقى الطلاب بشيانج كاي شيك.
وبعد عامين من التخرج، درست الفيزياءبالدراسات العليا، وعملت كأستاذ مساعد في جامعة تشجيانغ. كما أنها أصبحت بعد ذلك الباحث في معهد الفيزياء في أكاديمية سينيكا.وكانت المشرفة عليها الأستاذة قو جينغ وي، التي حصلت على شهادة الدكتوراه في الخارج من جامعة ميشيغان، وشجعت وو أن تفعل مثلها. وتم قبول وو في جامعة ميشيغان، كما دعمها عمها، وو تشو تشى، بالأموال اللازمة. وأضافت انها بدأت عملها بالولايات المتحدة مع صديقتها، دونغ رو الفين، وهي كيميائية من تايتسانغ، على عابرة محيط منتظمة في أغسطس عام 1936.وودعها والداها وعمها. وأضافت بأنها سوف لا ترى والديها مرة أخرى.

## مدينة بركلي
وصلت السيدتان إلى مدينة سان فرانسيسكو، وهناك تغيرت خطط وو للدراسات العليا وذلك بعد زيارة جامعة كاليفورنيا (بركلي). التقت بالفيزيائي لوقا شيا ليو يوان، وهو حفيد يوان شيكاي، أول رئيس لجمهورية الصين وأعلن نفسه إمبراطورا للصين. وأطلعها يوان على مختبر الإشعاع، حيثما إرنست أورلاندو لورنس سيفوز قريبا بجائزة نوبل في الفيزياءعام 1939 لاختراعه مسرع دورانيو مسرع جسيمات.
علمت وو بأن في ميشيغان لم يسمح للمرأة استخدام المدخل الأمامي،  وقررت انها تفضل الدراسة في بيركلي. أخذها يوان لتقابل ريموند بيرج، رئيس قسم الفيزياء، ومنح وو مكانا في كلية الدراسات العليا على الرغم من أن العام الدراسي قد بدأ بالفعل. وقد تخلت وو عن خططها للدراسة في ميشيغان وسجلت في بيركلي. وكان كلا من روبرت ويلسون، وجورج فولكوف زملائها في الدارسة في بركلى ؛ كما كان اورسولا شايفر من ضمن أصدقائها، وهو طالب درس التاريخ والذين اختار البقاء في الولايات المتحدة بدلا من العودة إلى ألمانيا النازية، ومارجريت لويس، وهو طالب أمريكى في مرحلة ما بعد الدكتوراه.قدمت وو حصول على منحة دراسية في نهاية السنة الأولى لها، ولكن كان هناك تحيز ضد الطلاب الآسيويين، وبدلا من ذلك تم العرض على وو ويوان بأن يكونوا قراء مقابل راتبا أقل. وبالفعل قدم يوان لذلك، وضمن، منحة دراسية في معهد كاليفورنيا للتقنية.
أحرزت وو تقدما سريعا في تعليمها وأبحاثها. على الرغم من أن لورانس كان المشرف عليهارسميا، وقالت انها عملت بشكل وثيق مع إميليو سيغري.
اشتملت رسالتها على جزأين منفصلين، الأول دار حول أشعة انكباح، وهي موجة كهرومغناطيسيةالت يينتجها تباطؤ الجسيمات المشحونة عندما تهرب من جانب آخر الجسيمات المشحونة، وعادة إلكترون من قبل نواة الذرة.وبحثت في ذلك باستخدام بيتا الفسفور-32، وهو نظير مشع ينتج بسهولة في السيكلوترون والذي قييمه كلا من لورانس وشقيقه جون ايتش. لورانس للاستخدام في علاج السرطان وكذلك كتتبع إشعاعي.[بحاجة لمصدر] وقد ميز ذلك عمل وو باستخدام ظاهرة اضمحلال بيتا، وهو موضوع بواسطته سيصبح لها سلطة. وكان الجزء الثاني من رسالتها حول إنتاج النظائر المشعة من الزينون التي ينتجها انشطار نووي لليورانيوم مع 37 سيكلوترون بوصة و 60 بوصة في مختبر الإشعاع. أكملت شهادة الدكتوراه في يونيو 1940، ولكن على الرغم من توصيات لورنس وسيجر، لم تتمكن من الحصول على منصب في إحدى الجامعات، لذلك بقيت في مختبر الإشعاع كزميل حاصل على ما بعد الدكتوراه.

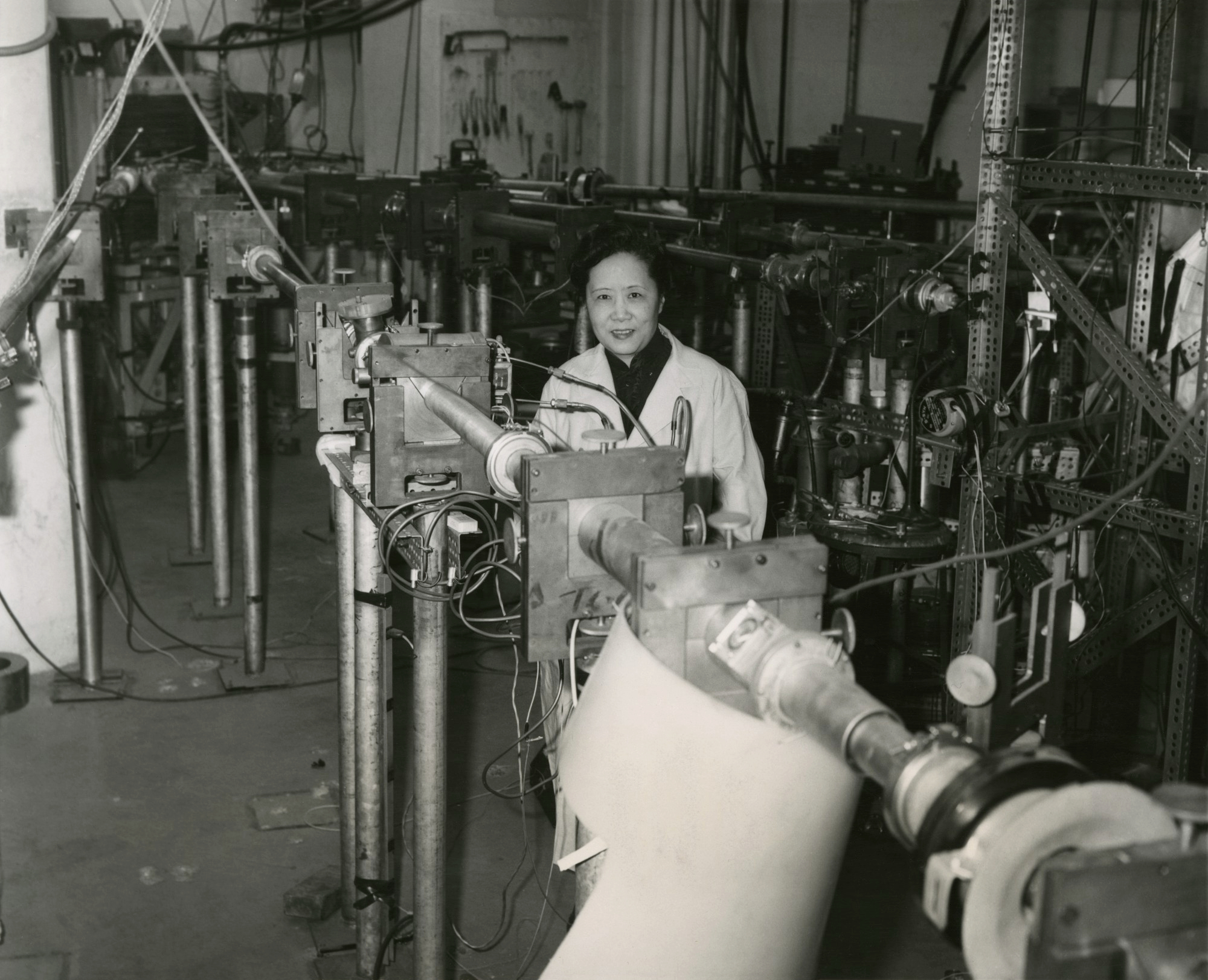
شين شيونغ وو عام 1963 في جامعة كولومبيا

## الحرب العالمية الثانية
تزوج كلا من وو ويوان في منزل روبرت ميليكان، المشرف الأكاديمي ليوان ورئيس معهد كاليفورنيا للتقنية، في يوم 30 مايو، عام1942. ولم يستطع الحضور أسر كلا من العروس والعريس بسبب اندلاع حرب المحيط الهادئ. انتقل وو ويوان إلى الساحل الشرقي للولايات المتحدة، حيث أصبحت وو عضو هيئة التدريس في كلية سميث، وهي جامعة نسائية مرموقة خاصة في نورثهامبتون، في حين أن عمل يوان في أجهزة الرادار بهيئة الإذاعة الأمريكية. كما وجدت وظيفتها مثبطة للعزيمة، حيث شملت واجباتها التدريس فقط، وليس هناك فرصة للبحث.وناشدت لورانس، الذي كتب رسائل توصية إلى عدد من الجامعات. واستجابت كلية سميث بجعل وو أستاذ مشارك، وزيادة راتبها. قبلت الوظيفة من جامعة برنستون في نيو جيرسي مدرسا لضباط البحرية.
وفي مارس عام 1944، انضمت وو إلى مختبرات سبائك المواد البديلة لمشروع مانهاتن في جامعة كولومبيا.عاشت في دار للمغتربين هناك، والعودة إلى برينستون في عطلة نهاية الأسبوع. وكان دور مختبرات سبائك المواد البديلة، والذي يرأسه هارولد يوري، دعم نشر انتشار غازي لمشروع مانهاتن (K-25) برنامج إنتاج اليورانيوم المخصب.عملت جنبا إلى جنب مع جيمس رينوتر في مجموعة بقيادة وليام دبليو هيفنز، كان الغرض منها إعداد كشف إشعاع الأجهزة.
في سبتمبر 1944، تم الاتصال بين وو ومهندس حي مانهاتن، العقيد كينيث نيكولز.وكان المفاعل B الحديث في موقع هانفورد واجهته مشكلة غير متوقعة، في التشغيل والإغلاق على فترات منتظمة.وتوقع جون أرتشيبالد ويلر أن يكون منتج الانشطارالنووى، زينون-135، والذي لا يتجاوز نصف عمر 9.4 ساعة، هو سبب المشكله، وربما يكون سم النيوترون.ثم تذكر سيجر العمل الذي قامت به وو في بيركلي على النظائر المشعة من الزينون.وكانت الصحيفة الخاصة بذلك الموضوع لم تنشر بعد، بل ذهب وو ونيكولاس لغرفتها في تلك الدار، وجمعت كل الاوراق المطبوعة التي أعدت للدورية علمية التي تمت مراجعتها .كان زينون-135 في الواقع هو سبب المشكلة؛ اتضح أنه يتمكن من استيعاب نيوترونات المقطع العرضى بشكل كبير غير متوقع.
بعد انتهاء الحرب في أغسطس 1945، قبلت وو عرض منصب بروفيسور مساعد في جامعة كولومبيا.تم استعادة الاتصالات مع الصين، وتلقت وو رسالة من عائلتها، ولكن خطتها لزيارة الصين لم تنفذ بعد بسبب الحرب الأهلية الصينية،  وولادة ابنها في عام 1947، فنسنت يوان (袁 緯 承)، والذي من شأنه أن يكبر ليصبح فيزيائي مثل والديه. وفي عام 1949، انضم يوان إلى مختبر بروكهافن الوطني، وانتقلت الأسرة إلى لونغ آيلاند. بعد وصول الشيوعيين إلى السلطة في الصين هذا العام، أرسل والد وو حثها على عدم العودة. وبما ان جواز سفرها قد صدر من قبل حكومة، الكومينتانغ وقالت انها تجد صعوبة في السفر إلى الخارج.وقد أدى بها ذلك في نهاية المطاف إلى قرار لها أن تحصل على الجنسية الأمريكية عام 1954. وقالت إنها ستبقى في كولومبيا لبقية حياتها المهنية. وأصبحت أستاذ مشارك عام 1952،  وأستاذا في عام 1958، ومايكل بوبين. أستاذ الفيزياء في عام 1973. ولقبها طلابها بسيدة التنين، مثل شخصية هذا الاسم في فكاهية تيري والقراصنة.

## تآثر فيرمي واضمحلال بيتا

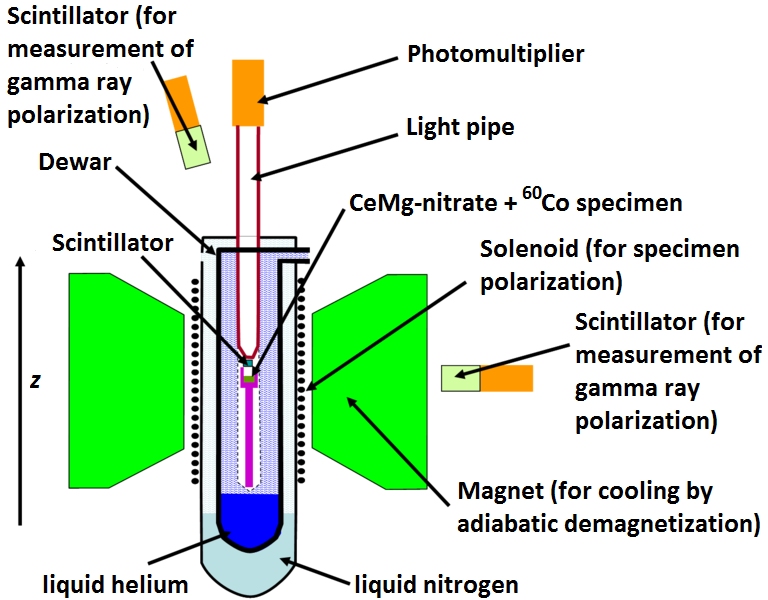
توضيح تخطيطي لتجربة وو

في بحثها بعد الحرب، واصلت وو فحصها لتآثر فيرمي وعلاقته باضمحلال بيتا. وقد نشر إنريكو فيرمي نظريته من تآثر فيرمي في عام 1934، ولكن التجربة التي كتبها لويس ألفاريز أسفرت عن نتائج تتعارض مع النظرية. بدأت وو في تكرار التجربة والتحقق من النتيجة. وظنت أن المشكلة تكمن في أن هناك فيلم سميك وغير متكافئ لـ كبريتات النحاس(CuSO4) كان يستخدم باعتباره تآثر مصدر أشعة النحاس-64، والذي كان يسبب الإلكترونات المنبعثة لانقاص الطاقة. وللالتفاف حول هذا، اختارت نوعا قديما من منظار الطيف، منظار بملف لولبى. وأضافت المنظفات لكبريتات النحاس لإنتاج طبقة رقيقة. وكانت بعد ذلك قادرة على إثبات أن التناقضات المرصوده كانت نتيجة للخطأ التجريبي. وكانت نتائجها تتماشى مع نظرية فيرمي.
وتأكدت بأن سرعة الإلكترونات الناتجة خلال تحلل بيتا في مختلف التجارب كانت اقل بكثير من المتوقع. وبتحليل مواد المشعة المستالتخدمة من الباحثين من قبلها أثبتت أن التجارب هي سبب المشكلة وليست أخطاء في النظرية. ون
وبذلك اسست وو نفسها لتكون الفيزايئية المتخصصة في اضمحلال بيتا. وكان تخصصها في الاضمحلال بيتا مفيدا في مومواصلتها البحث في الفيزياء المعاصرة.

## تجربة التكافؤ الفيزيائي
في جامعة كولومبيا تعرفت وو على الفيزيائي النظري الصيني الأصل تسونج لي شخصيا. في منتصف 1950s، حاولت وو بالتعاون فيزيائى صيني آخر، تشين يانج، فحص مسألة قانون افتراضى في فيزياء الأجسام الأولية، وهو «قانون الحفاظ على التكافؤ». ومن الأمثلة التي تبرز هذه المشكلة هو لغز جسيمي ثيتا وتاو، وهما نوعان من ميزون غريب . كانا متماثلان كثيرا بحيث يمكن اعتبارهما نفس الجسيم،  ولكن تحللهما يتم بطريقتين مختلفتين، مما يؤدى إلى ظهور حالتين مختلفتين من حيث التكافؤ parity؛ مما يشير إلى أن Θ + و τ + كانا جسيمان مختلفان. شوهدت حالتين عند تحللهما حيث ظهر التكافؤ في حالتين مختلفتين، مما يشير إلى أن الجسيمان

Θ+
 و 
τ+
 يكونا مختلفان، عند انحفاظ التكافؤ:
Θ+	→	π+ + π0
τ+	→	π+ + π+ + π−
(ملحوظة بالنسبة إلى المعادلة الثانية: الإشارة السالبة الموجودة على يسار τ+ تنتمي إلى π على اليمين. هذا خطأ في ترجمة المعادلة من الإنكليزية إلى العربية (كثير ما يحدث ذلك في الترجمة بسبب ال Format) (تستطيع مراجعة المعادلة السليمة بالذهاب ورؤيتها في النص الإنكليزي).)
وكان كلا من «لي» و «يانغ» يجدان في النتائج التجريبية القائمة انحفاظ التكافؤ خلال التفاعلات كهرومغناطيسية والقوة النووية. ولهذا السبب، توقعأ بأن انحفاظ التكافؤ (فيزياء) سوف ينطبق أيضا على التفاعل الضعيف، مثل تحلل بيتا . ولكن لم يكن قد تم اختباره، وأظهرت دراسات نظرية لـ «لي» و «يانغ» أنه قد لا ينطبق على التفاعل الضعيف. خططا كلا من «لي» و «يانغ» تصميما على الورق لتجربة اختبار انحفاظ التكافؤ في حالات التفاعل الضعيف . فلجأ «لى» إلى «وو» لخبرتها في اختيار الأجهزة للتجربة، والطريقة السليمة لإنشاء الجهاز لتنفيذ هذه التجربة.
اختارت وو القيام بذلك عن طريق أخذ عينة من كوبالت-60 المشع وتبريده إلى تبريد عميق بواسطة غاز سائل .الكوبالت-60 هو نظير مشع يضمحل عن طريق انبعاث جسيم بيتا، وكانت وو أيضا خبيرة في اضمحلال بيتا. وكان اختيارها لأداء التجربة في درجة حرارة منخفضة جدا من أجل تقليل اهزاز ذرات عينة الكوبالت-60 إلى أقصى حد . كذلك احتاجت «وو» لتطبيق مجال مغناطيسي ثابت وموحد عبر عينة الكوبالت-60 من أجل تثبيت محور واحد لدوران انوية الكوبالت-60  لكي تصطف في نفس الاتجاه. وللقيام بعملية التبريد قالت انها في حاجة إلى خدمات المعهد الوطني للمعايير والتقنية وخبرته في العمل مع الغازات السائلة. وسافرت إلى مقره في ولاية ماريلاند بمعداتها من أجل إجراء التجارب هناك.
وتوقعت حسابات «لى» و «يانغ» النظرية أن جسيمات بيتا من أنوية الكوبالت-60 سوف تنبعث غير متكافئة، وأن «القانون الافتراضى للحفاظ على التكافؤ» سيكون غير صالح في تلك الحالة. وأظهرت تجربة «وو» بالفعل أن هذا هو الحال في الواقع: لم يتم حفظ التكافؤ في إطار التفاعلات النووية الضعيفة (مثل اضمحلال بيتا). وأثبت ذلك أن Θ + وτ + هما في الواقع نفس الجسيم، وهو اليوم المعروف باسم كاون
K+.
وقد أكد هذه النتيجة من قبل زملاؤها في جامعة كولومبياعن طريق تجارب مختلفة، وبمجرد ان نشرت كل هذه النتائج في ورقتي بحث مختلفتين في نفس العدد من نفس جريدة الفيزياء - تم تأكيد النتائج أيضا في العديد من المختبرات الأخرى وفي العديد من التجارب المختلفة.
وكان اكتشاف انتهاك التكافؤ الفيزيائي بمثابة مساهمة كبيرة في فيزياء الجسيمات وتطوير نظرية النموذج العياري. وتقديرا لعملهم النظري، حصل «لي» و «يانغ» على جائزة نوبل في الفيزياء في عام 1957.

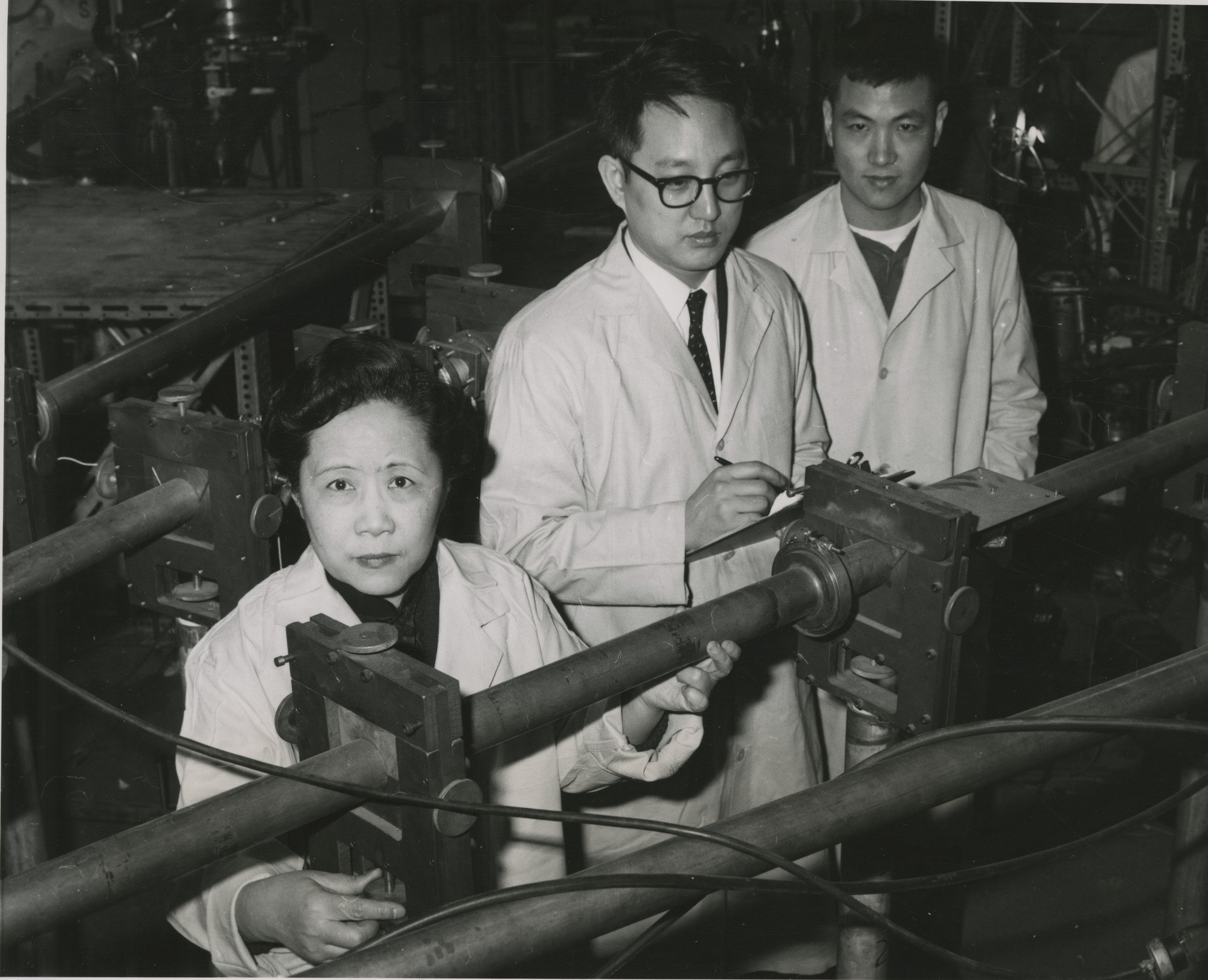
تجارب الفيزيائيين في جامعة كولومبيا (من اليسار إلى اليمين) وو، يو. كاى. لي، و ال. دبليو. مو. أكدوا نظرية المحافظة على متجه التيار. وفي التجارب التي استغرقت عدة أشهر لإجرائها ، فقد سرعت فيض من البروتونات من معجل فان دي غراف كولومبيا في داخل أنبوب لكي تصطدم مع شريحة من البورون سمكها 2 مم عند مدخل غرفة مطياف.

## في أعقاب الحياة
في عام 1963، بحثت وو وأكدت ناقلات الفرضية الحالية المحفوظة لكلا من ريتشارد فاينمان وموري جيلمان.معلما بارزا أخرى على طريق النموذج القياسي، فإنه افترض نموذج عالمي من فيرمي نموذج إضمحلال بيتا. كما جلب البيان العملى الخاص بها حول التماثل الذي لم يحفظ بعد افتراضات أخرى أن الفيزيائيين قد جعلوا من التفاعل الضعيف موضع تساؤل.وإذا لم يتم حفظ التماثل في ضعف تفاعل قوة، فماذا عن شحنة الاقتران؟ كان هذا الاثر الذي عقد ملائم لالكهرومغناطيسية، والجاذبية والتفاعل القوي، لذلك كان من المفترض أنه أجرى للتفاعل ضعيف جدا.أجرت وو سلسلة من التجارب على اضمحلال بيتا المضاعف في منجم للملح تحت بحيرة إيري التي أثبتت أن شحنة الاقتران لم تحفظ أيضا. وكانت آخر تجربة هامة تقوم بها وهي تأكيد إى إم إل. حسابات برايس وجون كليف وارد عن ترابط من الاستقطابات الكموية لاثنين من الفوتونات تناثروا في اتجاهين متعاكسين. وكان ذلك أول تأكيد تجريبي لنتائج نوعية ذات الصلة لزوج من الفوتونات المتشابكة كما تنطبق على مفارقة إي بي آر. أجرت وو في وقت لاحق بحثا حول التغيرات الجزيئية في تشوه هيموغلوبين التي تسبب مرض فقر الدم المنجلي.واجرت أيضا بحثا حول مغناطيسية، وتأثير موسباور 1960. وكتبت كتابا مدرسيا مع ستيفن موزكوسكى (دي)، عن اضمحلال بيتا، والتي نشرت في عام 1966،  وأصبح مرجعا ثابتا حول هذا الموضوع.
توفي شقيقها الأكبر عام 1958، ووالدها عام 1959 ووالدتها في عام 1962. وفي ذلك الوقت كانت لدى حكومة الولايات المتحدة قيودا صارمة على قدرة المواطنين في السفر إلى الخارج، حتى أنها لم يسمح لها لزيارة الصين لحضور الجنازات الخاصة بهم. رأت عمها وو تشو تشى وشقيقها الأصغر وو تشين هاو مرة أخرى في رحلة إلى هونغ كونغ في عام 1965. وبعد زيارة ريتشارد نيكسون إلى الصين عام 1972، تحسنت العلاقات بين البلدين، وكانت قادرة على زيارة الصين مرة أخرى في عام 1973وبحلول ذلك الوقت عمها وشقيقه قد لقوا حتفهم في الثورة الثقافية، ودمرت مقابر والديها. كانت في استقبال تشو انلاي، الذي اعتذر شخصيا لتدمير القبور. بعد ذلك، عادت إلى الصين عدة مرات. وفي نهاية حياتها، أصبحت وأكثر صراحة. ولكنها احتجت على سجن في تايوان لأقارب الفيزيائى كيرسون هوانغ في عام 1959، والصحفي لي تشن في عام 1960. وفي عام 1964، تحدثت ضد التمييز بين الجنسين في ندوة في معهد ماساتشوستس للتقنية.«أنا أتساءل»، وسألت جمهورها «، سواء ذرات صغيرة ونوى، أو الرموز الرياضية، أو جزيئات الحمض النووي لديها أي محاباة في معاملة كلا من المذكر أو المؤنث.»  وعندما أشار الرجال لها كأستاذ يوان، وقامت بتصحيح ذلك على الفور، وقال لهم إنها البروفيسور. في عام 1975، روبرت سيبير، الرئيس الجديد للجامعة كولومبيا قسم الفيزياء، عدل لها راتبهل لجعلها مساوية لنظرائها من الرجال. ولكنها احتجت على الحملة الامنية في الصين التي أعقبت مظاهرات ساحة تيانانمن عام 1989.
تقاعدت وو عن العمل عام 1981، [60] وأصبحت أستاذ جامعيا متقاعد . وتوفيت في 16 فبراير 1997 في مدينة نيويورك عن عمر يناهز 84 بعد إصابتها بجلطة دماغية. ونقلتها سيارة اسعاف إلى مركز بمستشفى سانت روزفلت لوكس ولكن أعلن وفاتها عند وصولها . كانت على قيد الحياة بالنسبة لكلا من زوجها وابنها. ووفقا لرغباتها، دفن رماد لها في باحة مدرسة دى مينغ التي أسسها والدها، وكانت تذهب إليها في صباها .

## التكريمات والمكافآت والأوسمة
تم انتخابها كزميلا في الجمعية الفيزيائية الأمريكية (1948)
تم انتخابها كعضوا في الأكاديمية الوطنية للعلوم الأمريكية (1958) 
أول امرأة حاصلة على شهادة دكتوراه فخرية من جامعة برينستون (1958) 
مكافئة الإنجاز، الجمعية الأمريكية للنساء الجامعيات (1959) 
جائزة هيئة البحـــــــــوث (1959) 
ميدالية عائلة جون برايس ويزرل، معهد فرنكلن (1962)
الجمعية الأمريكية للنساء الجامعيات جائزة العام للمرأة (1962)
جائزة كومستوك في الفيزياء، والأكاديمية الوطنية للعلوم (1964) 
جائزة تشي تسن في الإنجاز، ومؤسسة ثقافة تشي تسن] (1965) 
زميل شرف في اكادمية المجتمع الملكى في ادنبره (1969) 
جائزة الباحث السنوية، مجلة البحوث الصناعية (1974) 
جائزة توم دبليو بونر، الجمعية الفيزيائية الأمريكية (1975) 
أول امرأة تترأس الجمعية الفيزيائية الأمريكية (1975) 
قلادة العلوم الوطنية الأمريكية (1975)
أول شخص تم اختياره للحصول على جائزة وولف في الفيزياء (1978) 
وسام الشرف من جزيرة إيليس (1986)
أول عالم لديه كويكب (2752 وو شين شينج) نسبة إلى اسمها (1990) 
ميدالية بوبين (1991) 
تم انتخابها كواحدا من الأكاديميين الأجانب الأول للأكاديمية الصينية للعلوم (1994) 